# Gezahegne Abera
Gezahegne Abera (Amhaars: ገዛሄኘ አበራ) (Etya, 23 april 1978) is een Ethiopische oud-atleet, die gespecialiseerd was in de marathon. Hij werd zowel olympisch als wereldkampioen in deze discipline.

## Biografie
Abera zegevierde in de marathon van Fukuoka in 1999, 2000 en 2001. In 2000 won hij op 22-jarige leeftijd de marathon op de Olympische Spelen van 2000 in Sydney en eindigde hiermee voor Erick Wainaina (zilver) en Tesfaye Tola (brons). Hij was de jongste marathonwinnaar bij de mannen op de Olympische Spelen ooit. In 2001 won hij de marathon op de  wereldkampioenschappen in Edmonton. Hiermee werd hij de eerste atleet die de dubbel OS - WK binnen dezelfde discipline realiseerde.
Gezahegne Abera is op 8 juni 2003 getrouwd met Elfenesh Alemu, die eveneens een van de beste Ethiopische marathonloopsters is. Hun huwelijk werd met 25.000 mensen gevierd. De sleep die Elfenesh Alemu droeg tijdens hun huwelijksceremonie had een lengte van 500 meter en was daarmee de langste ter wereld.
In 2004 kon hij wegens een blessure niet meedoen aan de Olympische Spelen in Athene. Zijn vrouw Elfenesh Alemu werd op de vrouwenmarathon op deze Spelen vierde.
Vanwege steeds terugkerende blessures beëindigde Gezahegne Abera zijn atletiekcarrière op relatief jonge leeftijd. Samen met zijn vrouw wierp hij zich vervolgens op het runnen van hun eigen hotel en de onroerend goed business.
Abera was aangesloten bij Mugar AC.

## Titels
- Olympisch kampioen marathon - 2000
- Wereldkampioen kampioen marathon - 2001
- Afrikaans jeugdkampioen veldlopen - 2001

## Persoonlijke records
| Onderdeel      | Prestatie | Datum           | Plaats     |
| -------------- | --------- | --------------- | ---------- |
| 5000 m         | 13.42,75  | 5 juli 2000     | Arnhem     |
| 10 Eng. mijl   | 50.15     | 9 oktober 2005  | Portsmouth |
| halve marathon | 1:00.30   | 12 juni 2000    | Malmö      |
| marathon       | 2:07.54   | 5 december 1999 | Fukuoka    |

## Palmares

### halve marathon
- 1995: 87e WK in Montbéliard - 1:06.48
- 2000: 5e halve marathon van Malmö - 1:00.30
- 2001: 4e Great North Run - 1:02.52
- 2003:  halve marathon van Hong Kong - 1:07.55

### marathon
- 1999: 4e marathon van Los Angeles - 2:13.59
- 1999: 11e WK in Sevilla - 2:16.42
- 1999: 8e marathon van Lausanne - 2:18.02
- 1999:  marathon van Fukuoka - 2:07.54
- 2000:  Boston Marathon - 2:09.47
- 2000:  OS in Sydney - 2:10.11
- 2000: 5e marathon van Fukuoka - 2:09.45
- 2001: 16e marathon van Boston - 2:17.04
- 2001:  WK in Edmonton - 2:12.42
- 2001:  marathon van Fukuoka - 2:09.25
- 2002:  marathon van Fukuoka - 2:09.13
- 2003:  Londen Marathon - 2:07.56

1896: Spiridon Louis ·
1900: Michel Théato ·
1904: Thomas J. Hicks ·
1908: John Hayes ·
1912: Kenneth McArthur ·
1920: Hannes Kolehmainen ·
1924: Albin Stenroos ·
1928: Ahmed Boughéra El Ouafi ·
1932: Juan Carlos Zabala ·
1936: Sohn Kee-chung ·
1948: Delfo Cabrera ·
1952: Emil Zátopek ·
1956: Alain Mimoun ·
1960: Abebe Bikila ·
1964: Abebe Bikila ·
1968: Mamo Wolde ·
1972: Frank Shorter ·
1976: Waldemar Cierpinski ·
1980: Waldemar Cierpinski ·
1984: Carlos Lopes ·
1988: Gelindo Bordin ·
1992: Hwang Young-cho ·
1996: Josia Thugwane ·
2000: Gezahegne Abera ·
2004: Stefano Baldini ·
2008: Samuel Wanjiru ·
2012: Stephen Kiprotich ·
2016: Eliud Kipchoge ·
2020: Eliud Kipchoge ·
2024: Tamirat Tola
1983 Robert de Castella ·
1987 Douglas Wakiihuri ·
1991 Hiromi Taniguchi ·
1993 Mark Plaatjes ·
1995 Martín Fiz ·
1997 Abel Anton ·
1999 Abel Anton ·
2001 Gezahegne Abera ·
2003 Jaouad Gharib ·
2005 Jaouad Gharib ·
2007 Luke Kibet ·
2009 Abel Kirui ·
2011 Abel Kirui ·
2013 Stephen Kiprotich ·
2015 Ghirmay Ghebreslassie ·
2017 Geoffrey Kirui ·
2019 Lelisa Desisa ·
2022 Tamirat Tola ·
2023 Victor Kiplangat